# Eugnathia consors
Eugnathia consors là một loài bướm đêm trong họ Erebidae.